# Emona
Emona (en llatí Emona o Haemona, en grec antic Μ̓́ωνα, Ἥμωνα) va ser una ciutat de Pannònia a la vora del riu Save. Estava molt ben fortificada i tenia un mercat concorregut. Es trobava a la via que anava des d'Aquileia a Celeia i avui anomenada Ljubljana i abans Laibach.
D'acord amb la tradició grega la van fundar els argonautes. Més tard va ser una colònia romana que portava el nom de Julia Augusta, segons diu Plini el Vell, i d'Emona.